# Новий Двур (Свентокшиське воєводство)
Новий Двур (пол. Nowy Dwór) — село в Польщі, у гміні Красоцин Влощовського повіту Свентокшиського воєводства.
Населення — 152 особи (2011).
У 1975-1998 роках село належало до Келецького воєводства.

## Демографія
Демографічна структура на день 31 березня 2011 року:
|          | Загалом | Допрацездатний вік | Працездатний вік | Постпрацездатний вік |
| -------- | ------- | ------------------ | ---------------- | -------------------- |
| Чоловіки | 76      | 19                 | 50               | 7                    |
| Жінки    | 76      | 15                 | 40               | 21                   |
| Разом    | 152     | 34                 | 90               | 28                   |